# مک‌دانل داگلاس وای‌سی-۱۵
مک‌دانل داگلاس وای‌سی-۱۵ (به انگلیسی: McDonnell Douglas YC-15) یک هواگرد ساختِ کارخانهٔ مک‌دانل داگلاس در کشور ایالات متحده آمریکا است . این هواگرد برای نخستین بار در ۲۶ اوت ۱۹۷۵ میلادی مورد استفاده قرار گرفت.